# 旧厄廷
旧厄廷（德語：Altötting，發音：[altˈʔœtɪŋ] ⓘ，發音：[ɔidˈɛːde̝ŋ]）是德国巴伐利亚州上巴伐利亚行政区旧厄廷县的城市，也是旧厄廷县的县治，与新厄廷相邻，总面积23.43平方千米，2023年12月31日总人口为13,172人。

## 图集

旧厄廷 - Altötting
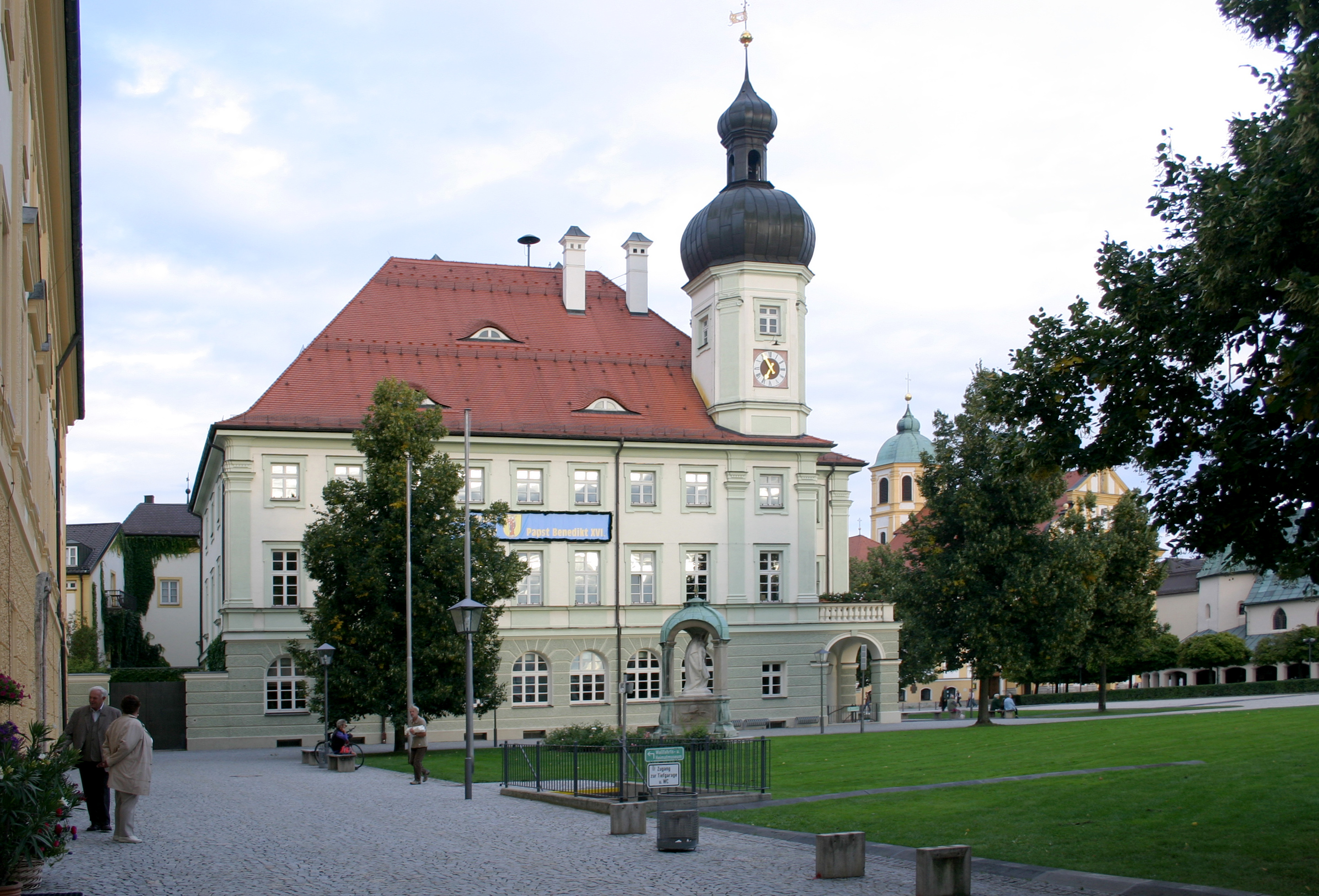
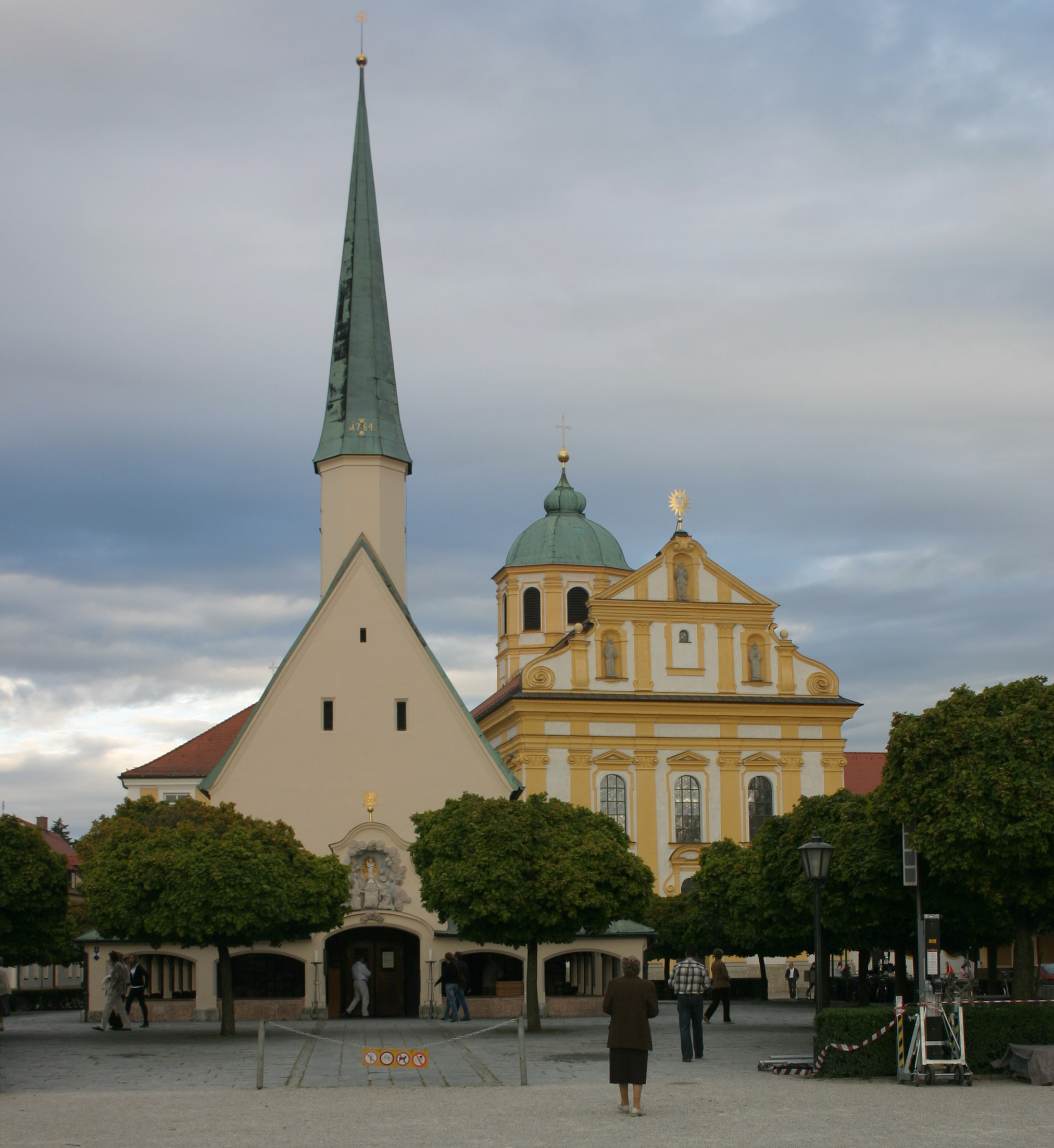
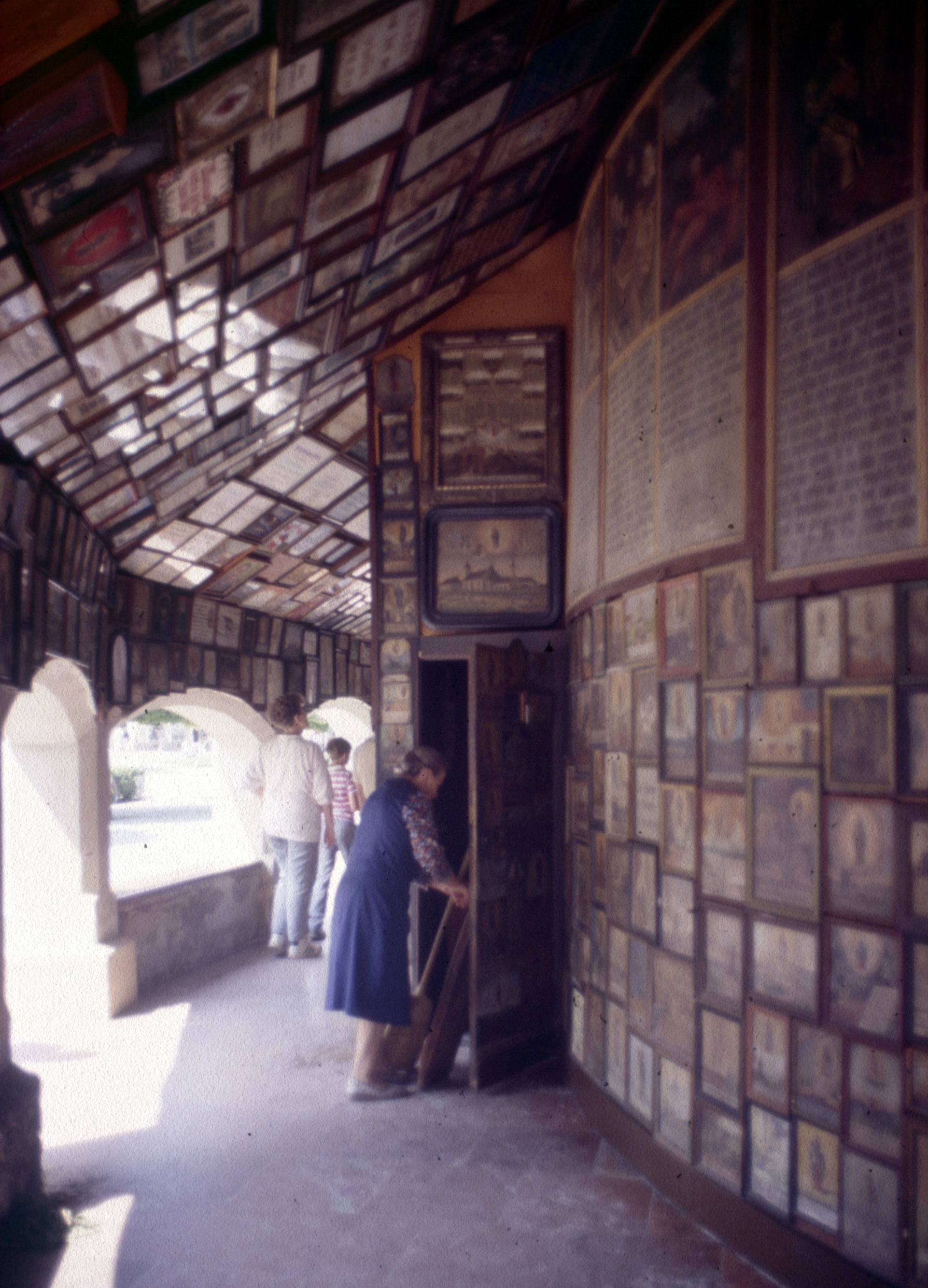
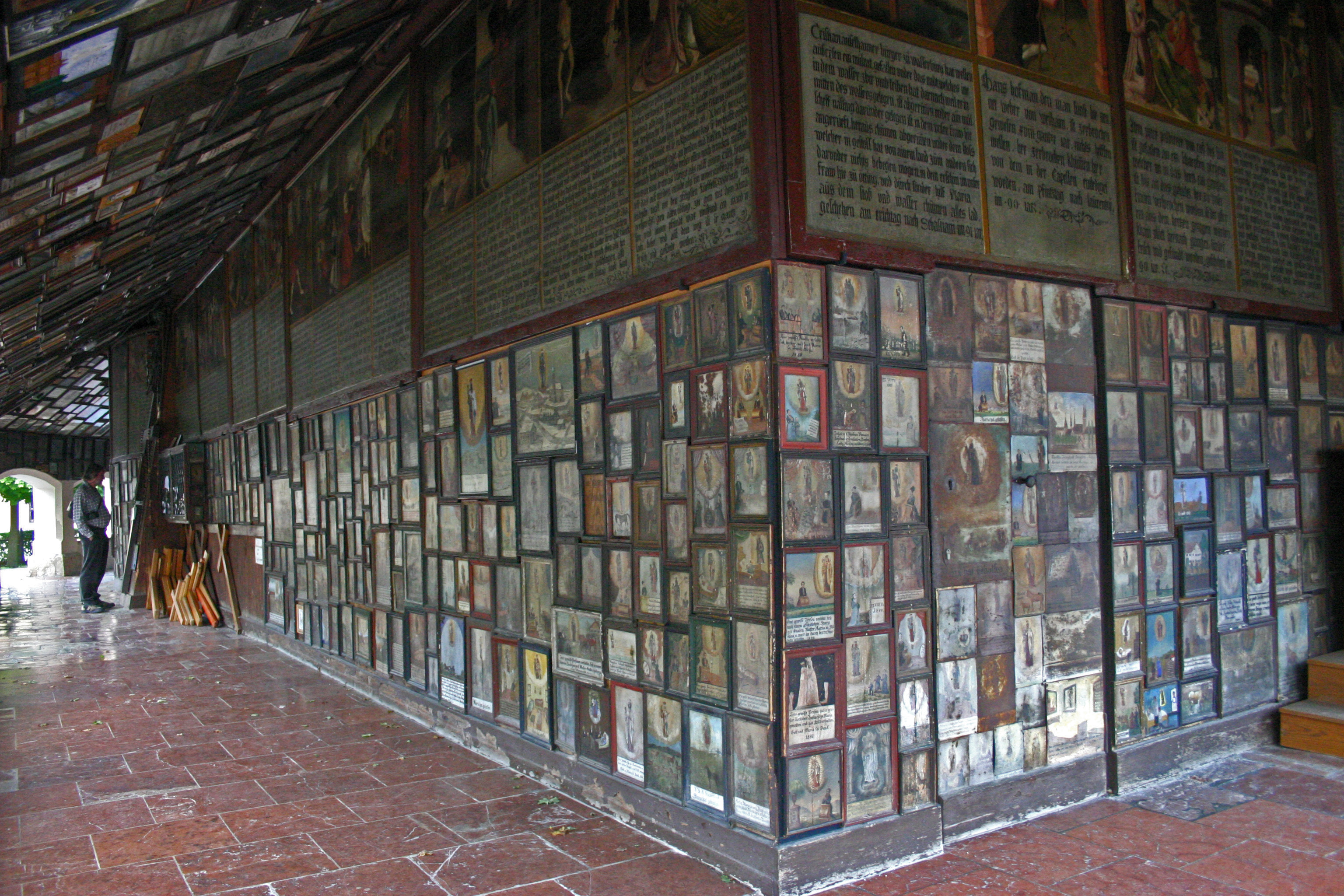
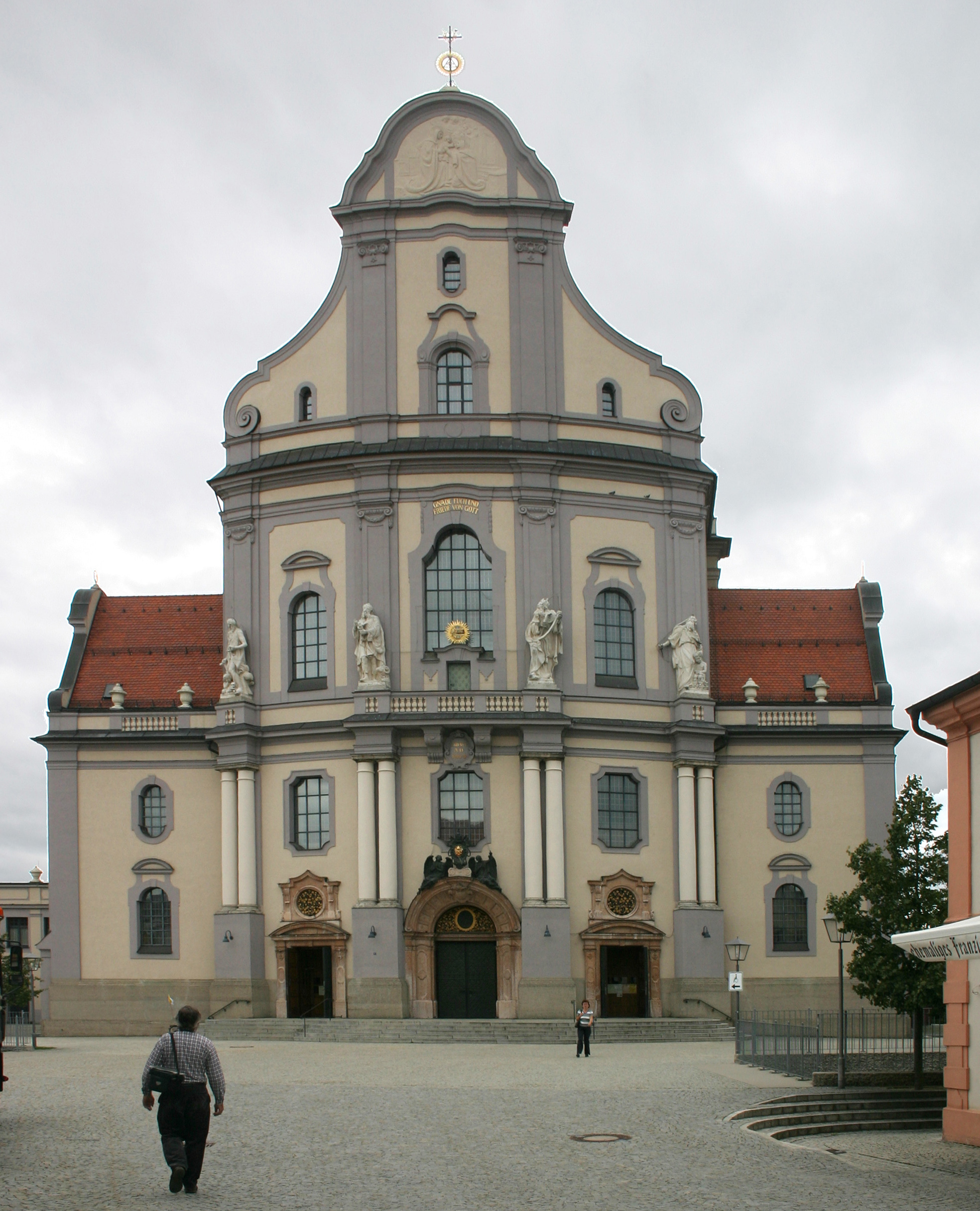
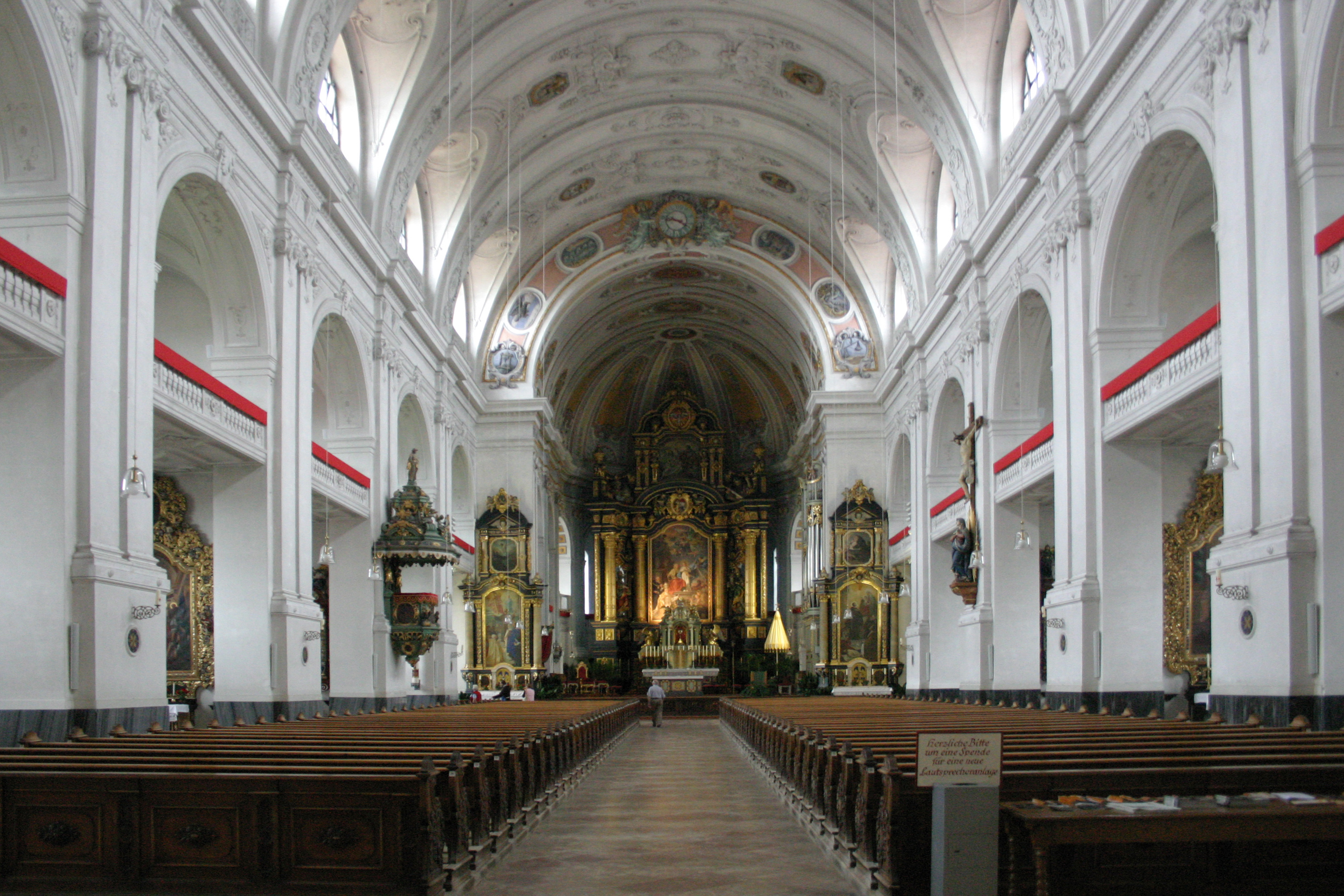
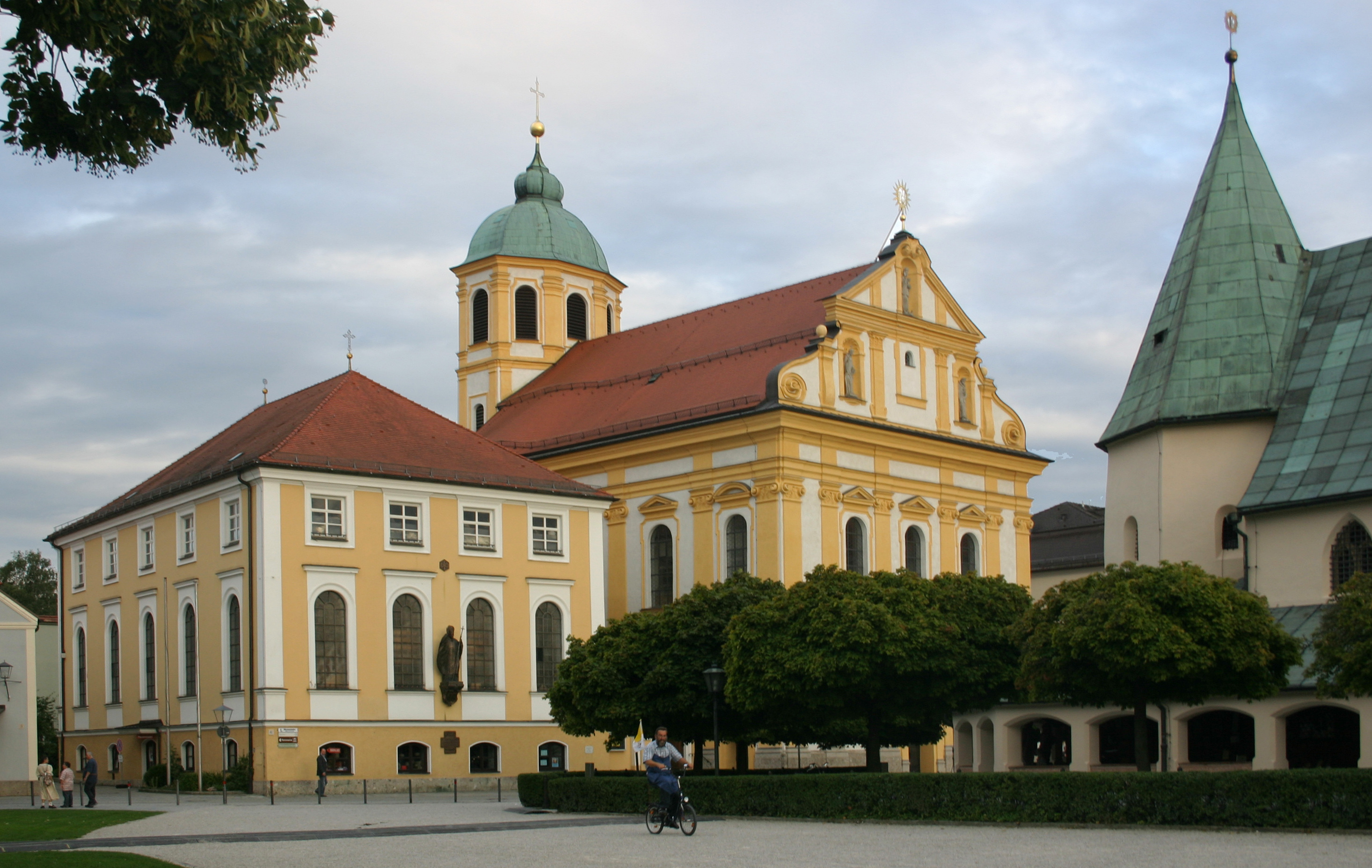
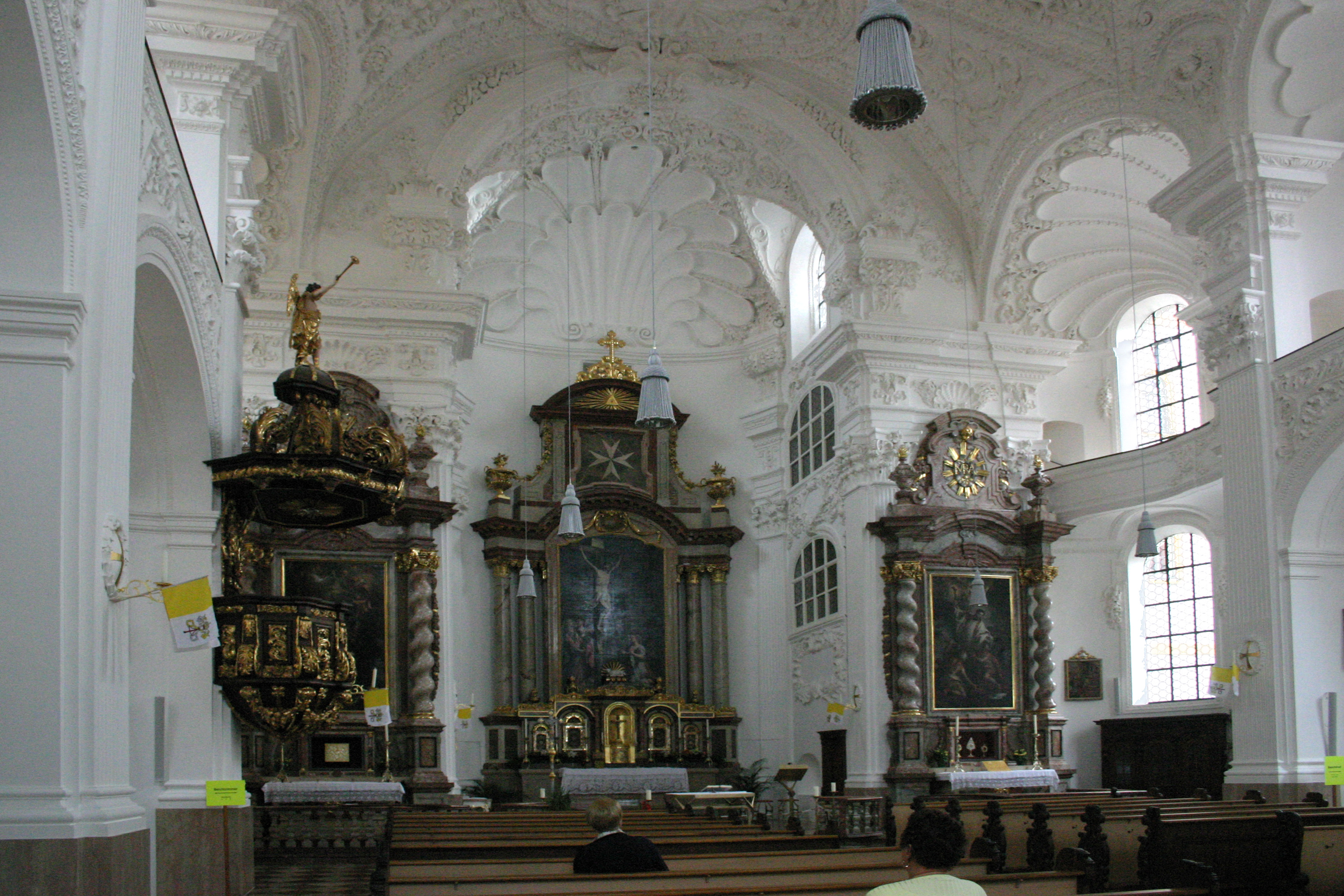
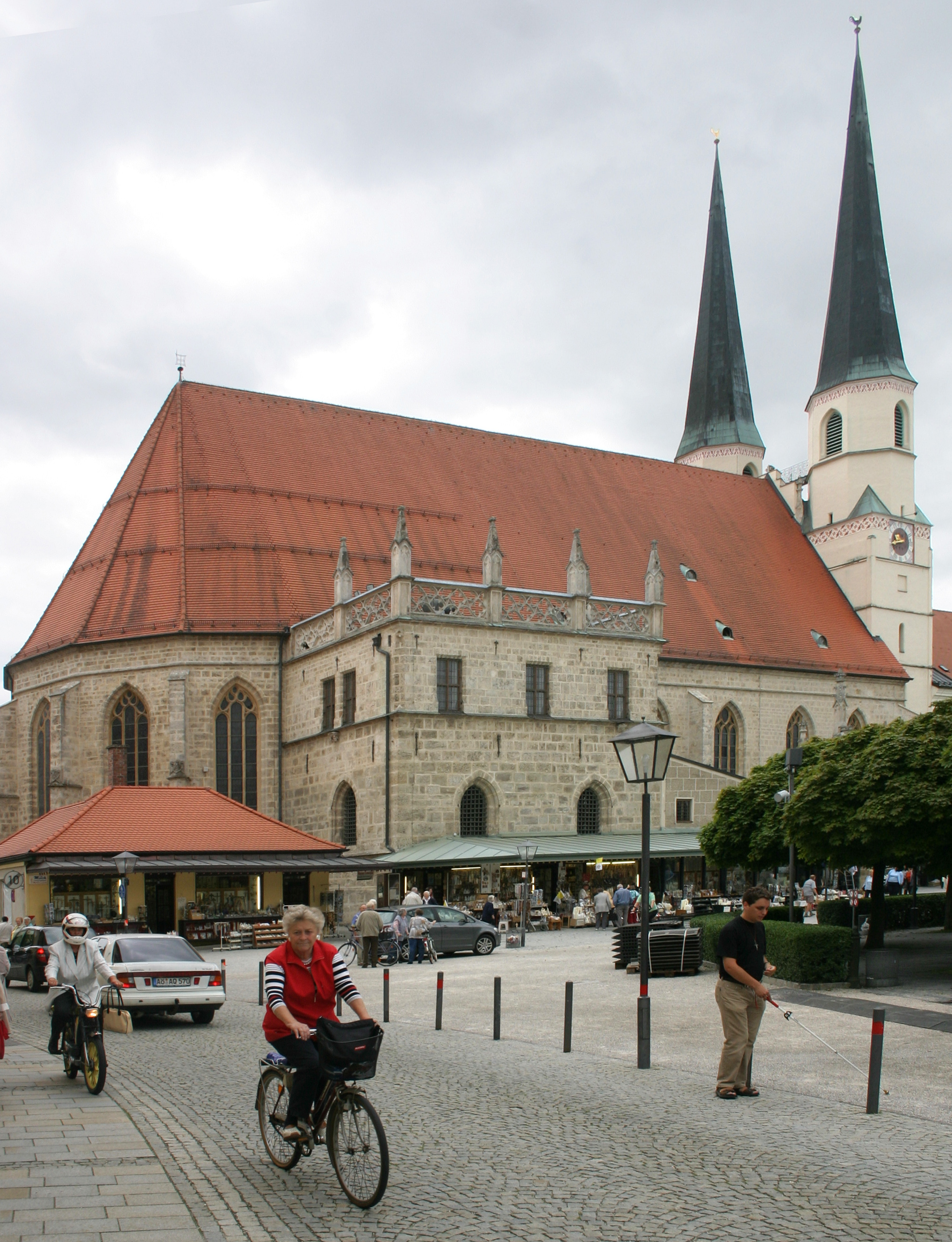
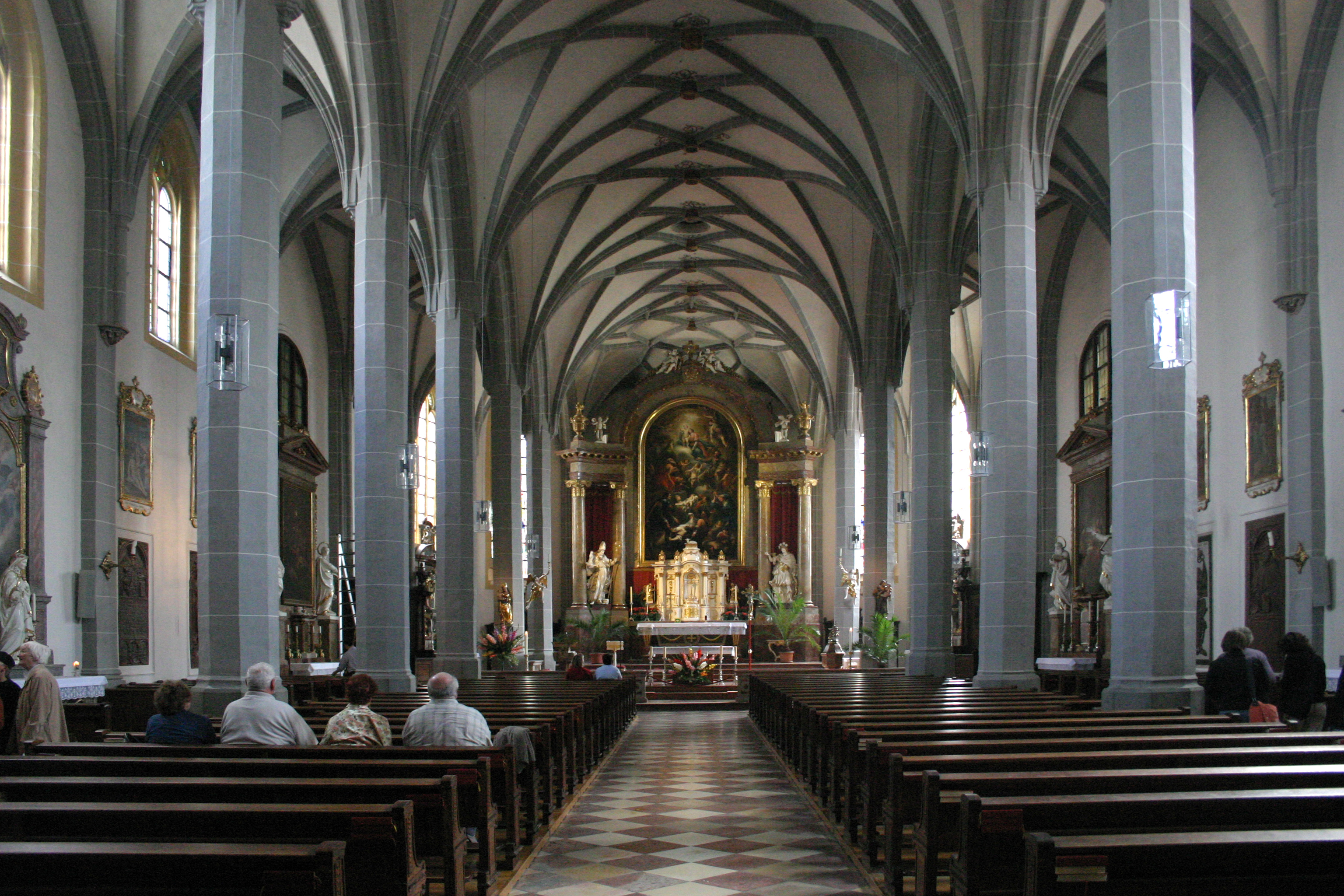